# Aretas IV.

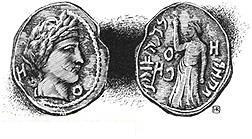
Bronzemünze von Aretas IV. mit Inschrift „Aretas König von Nabathæa... Jahr.. .“

Aretas IV. Philopatris (Harithath; eigentlich Äneas) war König der Nabatäer etwa von 9 v. Chr. bis 40 n. Chr. Er gilt als einer der wichtigsten bekannten Könige der Nabatäer und wird deshalb auch als „Aretas der Große“ bezeichnet. Unter seiner Regierung erlebte das nabatäische Reich seinen Höhepunkt.
Um 9 v. Chr. wurde Äneas nach dem Tod seines (vermutlichen) Bruders Obodas III. als Aretas König der Nabatäer. Sein verwandtschaftliches Verhältnis zum Königshof konnte nie gänzlich geklärt werden. Der Namenszusatz „IV.“ ist lediglich eine moderne Durchnummerierung der bekannten nabatäischen Könige. Auf nabatäischen Inschriften nennt man ihn meist: Aretas, König von Nabatu, der sein Volk liebt. Daher auch der Zusatz Philopatris, „der sein Vaterland liebt“. Aretas IV. hatte zwei Frauen: Huldu (Chuldu, 1–16) und Shaqilath (Shuqeilat, seine Schwester, ab 23).
Seine Tochter Phasaelis heiratete Herodes Antipas. Nachdem sich Herodes von ihr hatte scheiden lassen, um Herodias, die Frau seines Bruders und Mutter von Salome, zu heiraten, floh Phaesalis zurück zu ihrem Vater. Die Beziehungen zwischen Herodes und Aretas waren schon zuvor wegen Grenzstreitigkeiten gespannt, und so fiel Aretas im Winter 33/34  in Judäa ein und nahm das Gebiet entlang des Jordans in Besitz, einschließlich der Gebiete um Qumran. Der Geschichtsschreiber Flavius Josephus verband diese militärischen Auseinandersetzungen mit der Enthauptung Johannes’ des Täufers, die sich etwa zur gleichen Zeit ereignete und die Herodes Antipas anordnen ließ.
Unter der Regentschaft Aretas’ erreichte das nabatäische Reich seine größte Ausdehnung: im Süden den nördlichen Hedschas (oberhalb von Hegra), im Westen die Sinai-Halbinsel und im Norden den Hauran. In der nabatäischen Hauptstadt Petra ließ Aretas ein großes Theater errichten. Im Laufe der Zeit wurde es von ursprünglich 3000 Sitzplätzen auf etwa 7000 erweitert.

Das Neue Testament berichtet, dass Paulus von Tarsus in Damaskus durch den dortigen Statthalter von König Aretas verfolgt wurde: 

„In Damaskus ließ der Statthalter des Königs Aretas die Stadt der Damaszener bewachen, um mich festzunehmen. Aber durch ein Fenster wurde ich in einem Korb die Stadtmauer hinuntergelassen und so entkam ich ihm.“

Aretas IV. starb um das Jahr 40. Sein ältester Sohn Malichus II. wurde sein Nachfolger. Mit 49 Jahren war Aretas’ Regierungszeit die längste bekannte Regierungszeit aller nabatäischen Könige.